# کفشک فلفلی
کفشک فلفلی (نام علمی: Paralichthodes algoensis) نام یک گونه از راسته کفشک‌ماهی است.